# Södra Lidtjärnen
Södra Lidtjärnen är en sjö i Malung-Sälens kommun i Dalarna och ingår i Dalälvens huvudavrinningsområde. Sjön har en area på 0,0707 kvadratkilometer och ligger 442,1 meter över havet. Vid provfiske har abborre och gädda fångats i sjön.

## Delavrinningsområde
Södra Lidtjärnen ingår i det delavrinningsområde (673569-137330) som SMHI kallar för Ovan Sångan. Medelhöjden är 415 meter över havet och ytan är 16,35 kvadratkilometer. Räknas de 14 avrinningsområdena uppströms in blir den ackumulerade arean 144,02 kvadratkilometer. Ällingån som avvattnar avrinningsområdet har biflödesordning 3, vilket innebär att vattnet flödar genom totalt 3 vattendrag innan det når havet efter 397 kilometer. Avrinningsområdet består mestadels av skog (50 procent) och sankmarker (41 procent). Avrinningsområdet har 0,07 kvadratkilometer vattenytor vilket ger det en sjöprocent på 0,4 procent.